# Rose Kemp

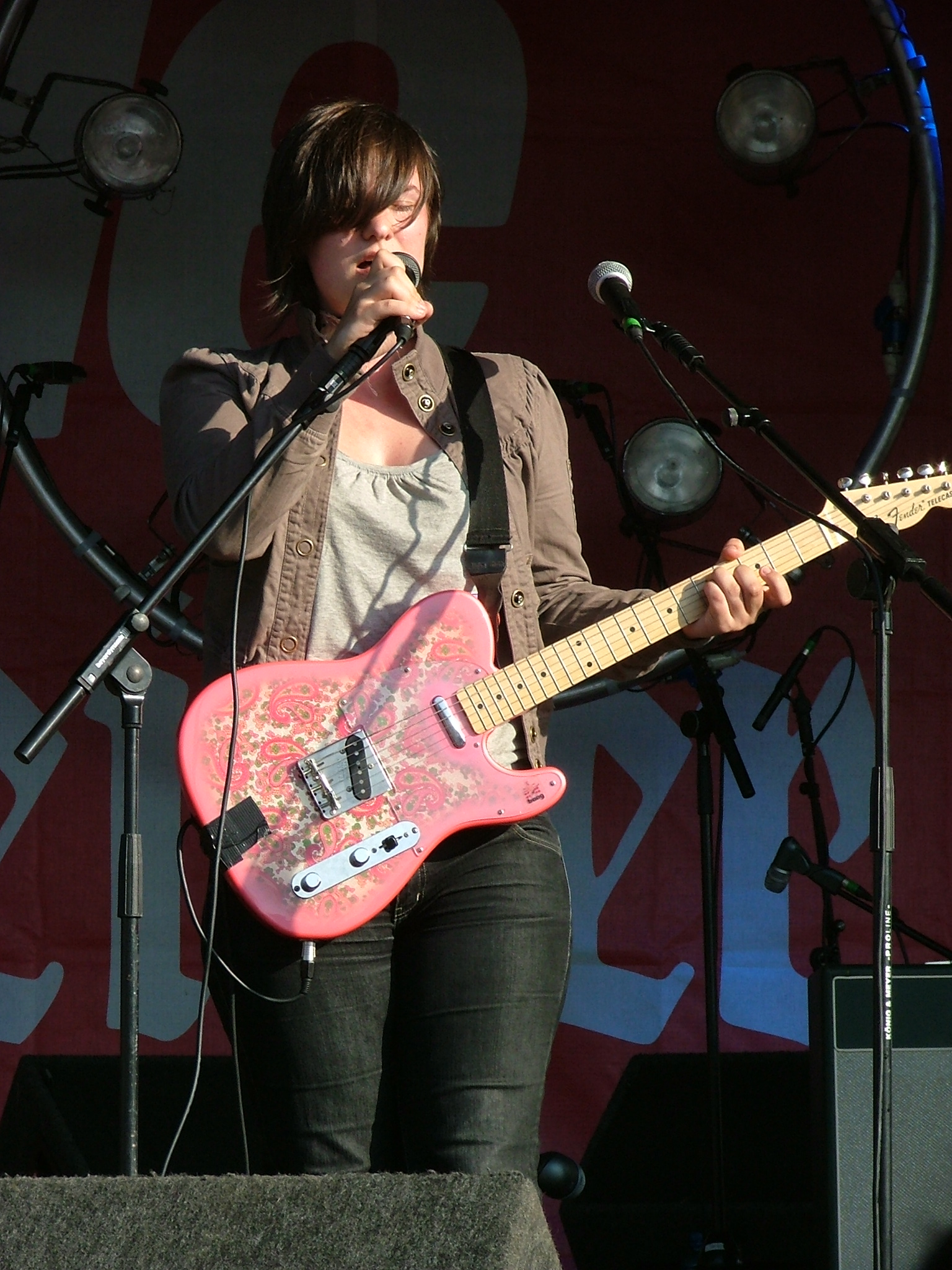
Rose Kemp auf dem Ashton Court Festival, 2005

Rose Kemp (* 11. Dezember 1984 in Carlisle, England), Tochter der beiden Folkmusiker Maddy Prior und Rick Kemp von der Band Steeleye Span, ist eine englische Sängerin und Gitarristin. Sie lebt in Carlisle und hat bislang drei Soloalben veröffentlicht.

## Leben
Kemp war bereits als Kind mit der Band ihrer Eltern auf Tournee und sang mit. 2002 veröffentlichte sie zusammen mit Prior und Abbie Lathe das Acappella-Folk-Album Bib and tuck als Maddy Prior And The Girls. Ihr Debütalbum Glance, welches sie 2003 mit gerade einmal 19 Jahren veröffentlichte, war ein eher Folk- und Pop-orientiertes Akustik-Album. Im Jahr darauf begann sie jedoch, ihren Stil in Richtung Rock zu ändern und vermehrt verzerrte Gitarren einzusetzen. Sie veröffentlichte ein Minialbum, das zunächst The Free To Be Me EP hieß, später aber umbenannt wurde. Kemp war hier zum ersten Mal allein für Arrangements und Produktion verantwortlich. Ihr zweites Album, A Hand Full Of Hurricanes, wurde im Februar 2007 veröffentlicht und mit zahlreichen positiven Kritiken sowie Vergleichen mit PJ Harvey bedacht. Ihr im Spätsommer 2008 erschienenes Album Unholy majesty, welches ihr Vergleiche mit Black Sabbath und Tom Waits, aber auch mit Led Zeppelin einbrachte, nahm sie mit dem Produzenten Chris Sheldon auf. Das deutsche Rockmagazin eclipsed kürte es in seiner Ausgabe 02/09 zum Album des Jahres 2008.
Nebenprojekte

Neben ihrer Solokarriere ist sie an zahlreichen musikalischen Projekten beteiligt. So arbeitet sie mit Max Milton und SJ Esau, auf dessen Album Small vessel sie mitsang, in der Band Jeremy Smoking Jacket und war Mitglied des nunmehr aufgelösten, instrumentalen Postrock-Quartetts VILNA. Ferner unterstützte sie die psychedelische Doom-Metal-Band Ufomammut aus Italien auf deren Album Idolum und die englische Doom-Metal-Band Atavist auf deren Album II: Ruined.

## Diskografie
Alben
- Glance (2003)
- A Hand Full of Hurricanes (2006)
- Unholy Majesty (2008)
- Golden Shroud (2010)

EPs
- Mini-Album (2004)
- Violence (2006)

Kollaborationen
- Bib and tuck (2002) (Maddy Prior And The Girls)
- Now we are dead (and other stories) (EP, 2005) (Jeremy Smoking Jacket)

Gastbeiträge
- Atavist – II: Ruined (Gesang bei II.) (2007)
- Ufomammut – Idolum (Gesang bei Ammonia) (2008)
- SJ Esau – Small vessel (Gesang bei Frustrating) (2008)
- Amplifier – The Octopus (Gesang bei The Sick Rose) (2010)
- Humanfly – Darker Later (Gesang und Spoken Words bei Heavy Black Snow) (2010)[12]